# Hermann Josef Spital

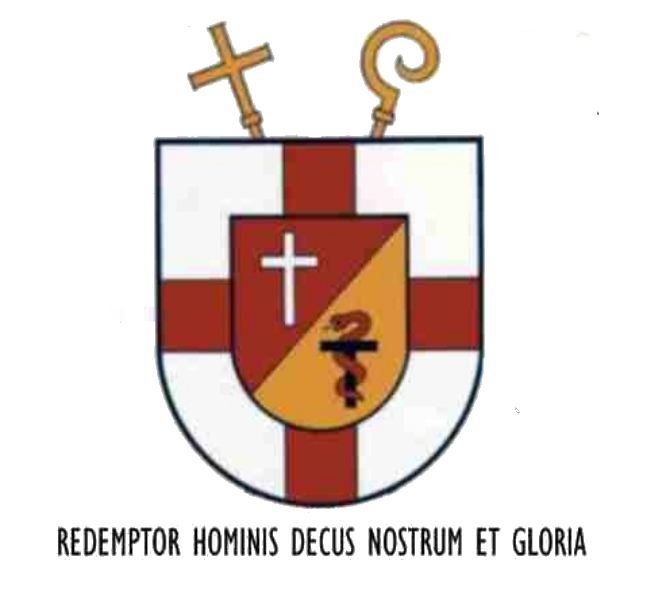
Wappen Hermann Josef Spital, Bischof von Trier (1981–2001)

Hermann Josef Spital [ˈʃpɪtaːl] (* 31. Dezember 1925 in Münster; † 10. Januar 2007 ebenda) war ein deutscher Theologe und von 1981 bis 2001 der (vermutlich) 101. römisch-katholische Bischof von Trier.

## Leben

### Kindheit
Spital wurde als zweites von sieben Kindern am Silvestertag in Münster geboren. Der Vater, Georg Spital, arbeitete als Augenarzt. Spital engagierte sich bereits früh in der Kinder- und Jugendarbeit der Heimatpfarrei, wurde jedoch 1943 zum Arbeitsdienst eingezogen, wo er bei Aufräumungsarbeiten eine Verletzung erlitt. Er absolvierte 1944 das Notabitur; sein damaliger Berufswunsch war der des Maschinenbau-Ingenieurs. Hermann Josef Spital arbeitete im letzten Kriegsjahr 1945 als Landarbeiter auf dem Hof eines Onkels; in der Freizeit betrieb er weiterhin Jugendarbeit.

### Studium
1946 schrieb er sich zunächst für Medizin ein, wechselte ein Jahr darauf jedoch zu den Fächern Philosophie und Theologie, die er an den Hochschulen in Münster und Freiburg/Schweiz studierte. In Münster wurde er Mitglied der katholischen Studentenverbindung K.St.V. Tuiskonia-Monasteria und – wie bereits sein Vater – des K.St.V. Markomannia im KV. Er beendete sein Studium erfolgreich und wurde am 6. August 1952 in seiner Heimatstadt von Bischof Michael Keller zum Priester geweiht. Seit dieser Zeit war er zudem ein aktives Mitglied der Paulusgemeinschaft im Bistum Münster.

### Frühe Jahre

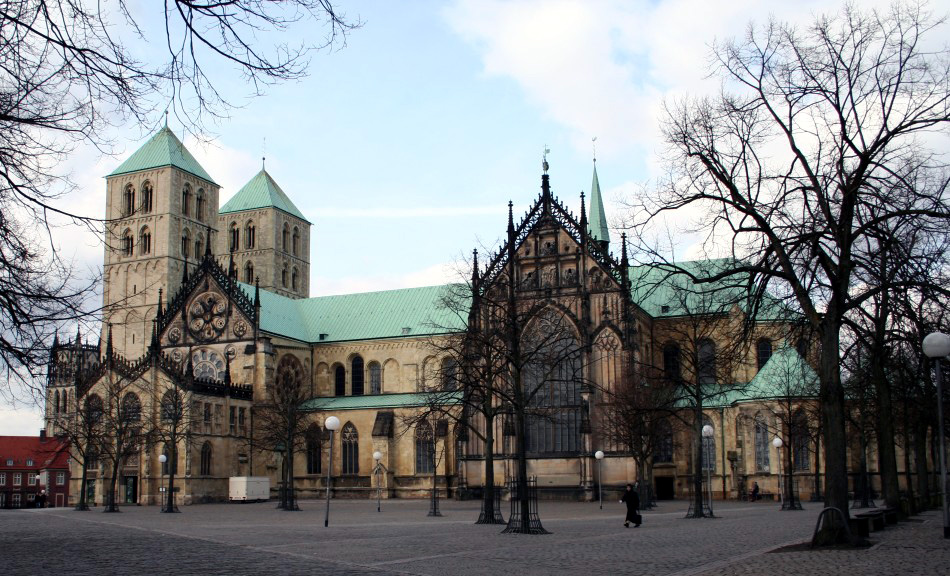
Der St.-Paulus-Dom in Münster. Hier war Spital als Stellvertreter des residierenden Bischofs tätig, bevor er nach Trier kam.

Hermann Josef Spital begann als Kaplan in Waltrop, später in Emmerich, war dann Sekretär des Bischofs Michael Keller und ab 1959 Subregens im Priesterseminar. Er wurde 1965 mit der Dissertation „Der Taufritus in den ersten gedruckten Ritualen bis zur Einführung des Rituale Romanum“ zum Doctor theologiae promoviert und war anschließend von 1966 bis 1969 Pfarrer von Dülmen und Dechant des dortigen Dekanates. 1969 wurde er zum Seelsorgeamtsleiter im Bischöflichen Generalvikariat Münster ernannt, bevor ihn 1973 Bischof Heinrich Tenhumberg zu seinem Generalvikar im Bistum Münster berief.
Am 15. Oktober 1980 bestellte ihn Papst Johannes Paul II. zum Titularbischof von Abbir Germaniciana und Weihbischof in Münster. Am 14. Dezember 1980 empfing er von Bischof Reinhard Lettmann die Bischofsweihe. Mitkonsekratoren waren die Weihbischöfe Max Georg Freiherr von Twickel und Wilhelm Wöste. Spital war als Regionalbischof für Münster und das östliche Münsterland zuständig.

### Trierer Jahre

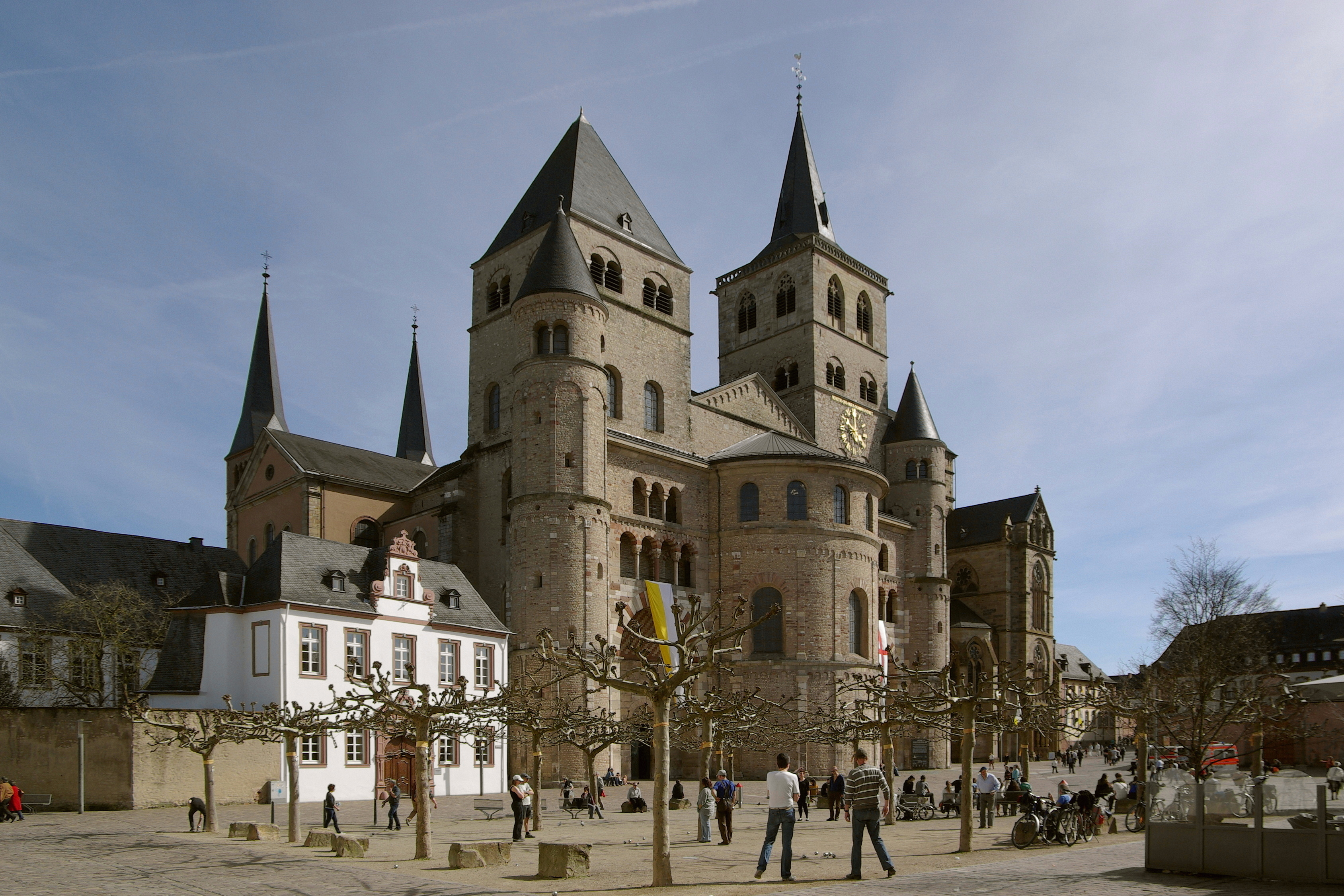
Hoher Dom zu Trier. 20 Jahre lang war Spital Bischof in Deutschlands ältester Diözese.

Am 24. Februar 1981, dem Festtag des Apostels Matthias, des Trierer Bistumspatrons, ernannte ihn Johannes Paul II. als Nachfolger von Bernhard Stein zum 101. Bischof von Trier (Amtseinführung: 17. Mai 1981). Von 1981 bis 2001 war der ausgewiesene Liturgiewissenschaftler Hermann Josef Spital Erster Vorsitzender des „Deutschen Liturgischen Instituts“ in Trier.
1983 gründete er in Trier die „Aktion Arbeit“. Es handelt sich dabei um einen Solidaritätsfonds für Arbeitslose, der bis heute besteht. In der Deutschen Bischofskonferenz übernahm Spital zunächst den Vorsitz der Liturgiekommission, ab 1989 den der Publizistischen Kommission. Er wurde als Mitglied in den päpstlichen Rat für die sozialen Kommunikationsmittel berufen. In den Jahren 1989 bis 2001 war er Präsident der deutschen Sektion der internationalen katholischen Friedensbewegung Pax Christi.
Die Philosophisch-Theologische Hochschule Vallendar zeichnete Spital 1995 mit der theologischen Ehrendoktorwürde aus.
Ein Höhepunkt seiner Trierer Amtszeit war die Heilig-Rock-Wallfahrt 1996, zu der mehr als 700.000 Pilger aus dem Bistum und aller Welt nach Trier kamen.
Eine wesentliche Funktion seiner Amtszeit war der Vorsitz der Publizistischen Kommission der Deutschen Bischofskonferenz, den er von 1989 bis 2001 ausübte und in deren Funktion er maßgeblich an der Pastoralinstruktion Aetits Novae und an der gemeinsamen Stellungnahme Chancen und Risiken der Mediengesellschaft der Deutschen Bischofskonferenz und der Evangelischen Kirche in Deutschland mitwirkte. Des Weiteren war er Präsident der Friedensbewegung Pax Christi und Vizepräsident des Maximilian-Kolbe-Werkes.
Spital war das soziale Engagement der Kirche wichtig. Um karitative Einrichtungen langfristig zu sichern, gründete er 1987 die Caritas Trägergesellschaft Trier. In den 1990er-Jahren jedoch wurde der ihm direkt untergebene Vorstandsvorsitzende dieser Gesellschaft der Untreue überführt. Es kam zum Skandal, der so genannten Doerfert-Affäre, um den Manager Hans-Joachim Doerfert. Dem Bischof warf man damals vor, zu sehr vertraut statt kontrolliert zu haben. Im Prozess erklärte Doerfert, der Bischof habe alles gewusst. Der Spiegel (49, 2000) nannte Spitals Auftritt als Zeuge vor dem Koblenzer Landgericht „hochnotpeinlich“. Er war am 16. November 2000 vor der Wirtschaftsstrafkammer des Landgerichts vernommen worden. Dabei erklärte der Bischof, er habe zwar die Grundsatzentscheidungen getroffen, sich aber nicht um technische oder finanzielle Details gekümmert, weil er davon nichts verstehe. „Da habe ich nicht so genau nachgefragt“. „Das habe ich den zuständigen Organen überlassen“, oder „ich habe mich nicht darum gekümmert, wo das Geld herkam“, lauteten angeblich die wiederkehrenden Redewendungen des Bischofs. Jahresabschlüsse und Verträge will er so nur „überflogen“ und dann an den „Fachverstand“ des Bistums weitergeleitet haben. „Ich habe als Bischof mein Amt so verstanden, dass ich den Mitarbeitern und Mitarbeiterinnen Vertrauen entgegengebracht habe, damit sie Freude an der Arbeit haben.“ So habe er Doerfert auch das einflussreiche Amt als Vorstandsvorsitzender der Caritas Trägergesellschaft übertragen, weil er sich darauf verlassen habe, „dass alles nach Recht und Ordnung zugeht“. Dies sei in den ersten fünf Jahren des Bestehens der gemeinnützigen Gesellschaft auch der Fall gewesen. Wie taub Spital für jede Warnung war, zeigte sich zum Beispiel am 9. Februar 1998. An diesem Tag haben der rheinland-pfälzische Sozialminister Florian Gerster und sein Staatssekretär Klaus Jensen dienstlich Bischof Spital in Trier aufgesucht – ausschließlich zu dem Zweck, den Bischof vor Doerfert zu warnen. In einer offiziellen Mitteilung der Landesregierung Rheinland-Pfalz, Ministerium für Arbeit, Soziales und Gesundheit heißt es, der Minister und der Staatssekretär „haben dem Bischof... dringend empfohlen, von seiner Aufsichtspflicht Gebrauch zu machen und den Hinweisen durch eigene Recherchen und Prüfungen nachzugehen. Wenn der Bischof dieser Empfehlung nachgekommen wäre, würde es die Affäre Doerfert heute in dieser Form nicht geben“.
Spital selbst bezeichnete die Geschehnisse um Doerfert später als eine „tiefe menschliche Enttäuschung“.
Im Alter von 75 Jahren trat er gemäß den Konventionen über die Altersgrenzen von Amtsträgern der katholischen Kirche von seinem Amt als Bischof zurück. Papst Johannes Paul II. nahm am 15. Januar 2001 sein Rücktrittsgesuch als Diözesanbischof an. Nachfolger wurde Reinhard Marx.

### Lebensabend und Tod
Hermann Josef Spital blieb nach seinem Rücktritt zunächst in Trier. Am 6. August 2002 feierte er in Münster mit 20 anderen Priestern, darunter Max Georg Freiherr von Twickel, das Goldene Priesterjubiläum.
Noch Anfang 2006 feierte er im Trierer Dom das Silberne Bischofsjubiläum und seinen 80. Geburtstag. Aus gesundheitlichen Gründen kehrte er 2006 in seine Heimatstadt Münster zurück, um seinen Lebensabend in der Nähe seiner Familie zu verbringen. Spital lebte zuletzt in der Friedrichsburg, wo er gepflegt wurde. Er verstarb nach längerer Krankheit am 10. Januar 2007 im Alter von 81 Jahren in Münster. Am 17. Januar wurde er in der Krypta des Trierer Doms neben dem 1993 verstorbenen ehemaligen Trierer Bischof Bernhard Stein beigesetzt.

## Auszeichnungen und Ehrungen
- Großes Bundesverdienstkreuz (1991)
- Honorarprofessor der Katholischen Universität in Cochabamba, Bolivien
- Ehrendomherr der Kathedrale von Sucre, Bolivien
- El Condor de los Andes Orden Boliviens (1994)
- Franz-Weißebach-Preis (1995)
- Ehrendoktorwürde der Philosophisch-Theologischen Hochschule Vallendar (1995)
- Plakette der Gesellschaft für mittelrheinische Kirchengeschichte (2000)
- Großes Verdienstkreuz mit Stern der Bundesrepublik Deutschland (2003)[10]

## Bemerkenswertes
Wahlspruch
Hermann Josef Spitals Wahlspruch stammt aus der Enzyklika Redemptor Hominis von Papst Johannes Paul II. und lautet
Der Erlöser des Menschen
unsere Ehre und unser Ruhm
Ein begeisterter Autofahrer
Hermann Josef Spitals Berufswunsch nach dem Not-Abitur war der des Maschinenbauingenieurs. Zeit seines Lebens soll er eine Leidenschaft für Motoren und Technik gehabt haben. Selbst als Bischof verzichtete er gerne auf die Dienste seines Fahrers und setzte sich persönlich hinters Steuer. In der Bevölkerung hielten sich hartnäckig zahlreiche Gerüchte über Spital’sche Autofahrten. So sei ihm angeblich wegen Rasens der Führerschein abgenommen worden, laut anderen Aussagen habe er dafür nur ein Knöllchen erhalten, andere berichteten, er habe einen Ferrari besessen. Derartige Gerüchte wurden von der bischöflichen Pressestelle stets dementiert. Tatsächlich hatte der Bischof zwar eine Vorliebe für italienische Fahrzeuge, besaß aber keinen Ferrari, sondern einen Alfa Romeo 164.